# Biffarius biformis
Biffarius biformis är en kräftdjursart som först beskrevs av Biffar 1971.  Biffarius biformis ingår i släktet Biffarius och familjen Callianassidae. Inga underarter finns listade i Catalogue of Life.